# بيدرو سانشيز توريالبا
بيدرو سانشيز توريالبا (بالإسبانية: Pedro Sánchez)‏ هو لاعب كرة قدم تشيلي في مركز الوسط، ولد في 7 فبراير 1998 في فينيا ديل مار في تشيلي. لعب مع إيفرتون دي فينا ديل مار.

## وصلات خارجية
- بيدرو سانشيز توريالبا على موقع قاعدة بيانات كرة القدم.إي يو (الإنجليزية)
- بيدرو سانشيز توريالبا على موقع Soccerway.com (الإنجليزية)
- بيدرو سانشيز توريالبا على موقع AS.com (الإسبانية)